# 1,1,2-tricloroetano
L'1,1,2-tricloroetano, o tricloruro di vinile, è un solvente organocloruro con formula molecolare C2H3Cl3. Appartiene alla classe dei composti organici detti alogenuri alchilici. Uno dei 9 cloroetani, cioè derivati dell'etano in cui tre dei sei idrogeni sono sostituiti da cloro.
È un liquido trasparente, profumato che non dissolve in acqua, ma è solubile in molti solventi organici.
È usato come solvente e come intermedio nella sintesi dell'1,1-dicloroetano.
1,1,2-TCA è un depressivo per il sistema nervoso centrale e l'inalazione dei vapori può causare vertigini, sonnolenza, mal di testa, nausea, mancanza di respiro, incoscienza, o tumore.

## Sintesi
L'1,1,2-tricloroetano può essere prodotto da clorurazione dell'1,2-dicloroetano.
CH2ClCH2Cl + Cl2 → CHCl2CH2Cl + HCl

## Tossicologia
Il tricloroetano può essere nocivo per inalazione, ingestione e contatto con la pelle. È un irritante per le vie respiratorie e per gli occhi. Sebbene attualmente non esistano studi definitivi, il tricloroetano dovrebbe essere trattato come un potenziale carcinogeno in quanto prove di laboratorio suggeriscono che gli idrocarburi clorurati a basso peso molecolare possono essere cancerogenici.
L'OSHA e la NIOSH hanno imposto un limite nell'ambiente di lavoro di esposizione al tricloroetano pari a 10 ppm su una media ponderata nel tempo di otto ore. Oltre questi limiti viene considerato il rischio potenziale di essere cancerogeno.

## Cloroetani
Riportiamo i 6 cloroetani e i 3 isomeri di struttura
- Cloroetano
- 1,1-dicloroetano
- 1,2-dicloroetano (isomero)
- 1,1,1-tricloroetano
- 1,1,2-tricloroetano (isomero)
- 1,1,1,2-tetracloroetano
- 1,1,2,2-tetracloroetano (isomero)
- Pentacloroetano
- Esacloroetano